# Clorinda Pini-Corsi
Clorinda Pini-Corsi, de nom de naixement Clorinda Nistri, (1858 - 1921) fou una mezzosoprano operística italiana.
Fou l'esposa del baríton italià Antonio Pini-Corsi, amb el qual va actuar a molts teatres, i mare del tenor Umberto Pini-Corsi (1879-19211). Va pertànyer per matrimoni a una família de cantants operístics: Achille Corsi (1840-1906) fou un conegut tenor italià i Antonio Pini-Corsi fou un dels seus dos nebots cantants. Gaetano Pini-Rossi (1860-?) en fou l'altre nebot d'Achille Corsi. La cantant Emilia Corsi fou una cosina d'Antonio Pini-Corsi, filla d'Achille Corsi.
La seva primera aparició documental és de 1876, encara com a Clorinda Nistri, en la representació de l'òpera Rienzi de Richard Wagner al Teatro Comunale de Bolonya. Posteriorment la trobem l'any 1879 al llibret de l'òpera Un matrimonio impossibile amb música del compositor italià Giovanni Ferrua (1843-1919), un compositor poc conegut. En aquest llibret Clorinda apareix al costat del seu futur marit, Antonio Pini-Corsi. Encara amb el nom de soltera, va participar el 1880 a l'estrena a Mòdena el 13 de març de l'òpera L'orfanella di Gand del compositor Ottavio Buzzino (1844-1886), amb Antonio Pini-Corsi també a l'elenc de l'obra. Va participar també, l'any 1882, a l'estrena de l'òpera Carlotta Clepier del compositor Pietro Floridia.
Clorinda Pini-Corsi va cantar al Gran Teatre del Liceu la temporada 1887-1888, representant diverses òperes. A Madrid va cantar l'any 1893 al Teatro Príncipe Alfonso, en una companyia italiana dirigida pel músic català Joan Goula i Soley. D'aquella companyia formaven part també la soprano Isabella Svicher, qui també cantà al Liceu anys després, i Eugeni Labán, un baríton català que va actuar mots anys al teatre barceloní. Clorinda va participar el 1900 en l'estrena de l'òpera Zazà de Ruggero Leoncavallo, en el paper d'Anaide, el 10 de novembre, sota la direcció del famós director Arturo Toscanini.